# V520 Возничего
V520 Возничего (лат. V520 Aurigae) — одиночная переменная звезда в созвездии Возничего на расстоянии (вычисленном из значения параллакса) приблизительно 8360 световых лет (около 2563 парсеков) от Солнца. Видимая звёздная величина звезды — от +12m до +11,2m.

## Характеристики
V520 Возничего — красная пульсирующая медленная неправильная переменная звезда (LB:) спектрального класса M. Эффективная температура — около 3294 K.